# ボブ・チルコット
ロバート・"ボブ"・チルコット（Robert "Bob" Chilcott、1955年4月9日 - ）は、イギリスの合唱曲作曲家、指揮者、歌手。イングランド地方のオックスフォードを主な拠点とする。

## 来歴
1955年4月9日、プリマスで生まれる。ケンブリッジ・キングス・カレッジ合唱団で、少年団員および大学生として合唱に参加。1967年には同合唱団のガブリエル・フォーレ作曲のレクイエムより「Pie Jesu」のレコーディングにも参加している。
1985年にはキングズ・シンガーズに入り、12年間テナーを務めた後、作曲に集中するため1997年に脱退した。
少年少女合唱向けの曲の作曲で有名である。アメリカをはじめ、カナダ、オーストラリア、日本、エストニア、ラトビア、ドイツ、チェコ共和国で自身作曲の「Can You Hear Me?」などの指揮を務めた。またニューオーリンズ少年少女合唱団と同市のクレセントシティー・フェスティバルとも提携し、「A Little Jazz Mass」「Happy Land」「This Day」「Be Simple Little Children」など6曲を作曲した。
2005年より編曲を手がけたブリティッシュ・アイルのうちの3曲（「夜もすがら」「The Skye Boat Song」「ロンドンデリーの歌」）は、ファンタジア・オブ・ブリティッシュ・シー・ソングスの一部、ラスト・ナイト・オブ・プロムスに組み込まれた。この曲集は初めはヘンリー・ウッドによってオーケストラ演奏された。
2007年6月、ハリケーン・カトリーナ後の合唱フェスティバルで、5つの詩を取り込んだ、21ページ11分にもわたる「ディス・デイ」を作曲。この曲は同月25日にニューオーリンズのセントルイス大聖堂でアメリカ合衆国中から集まった210人によって初演を迎えた。
彼の作品の中でも、「The Making of the Drum」は群を抜いてよく演奏されており、BBCシンガーズ、タワー･ニュージーランド・ユースクワイアー、チェンバークワイアー・オブ・ヨーロッパ、台北チェンバーシンガーズなどがかつて演奏していたことがある。また、1999年、フィンランドの合唱団グレクス・ムジクスが指揮者にマルユッカ・リーヒマキを据え、混声合唱曲集「The Making of the Drum」としてCDをリリースした。加えて、宗教曲「歓喜」「光の讃歌」の2曲も特によく演奏される曲である。